# Символи префектури Ґумма

## Символи префектури
|         |  |  |        |
| Емблема |  |  | Прапор |

- Емблема префектури

Емблема префектури Ґумма — стилізоване зображення ієрогліфа 群 (ґун, табун), першої складової назви префектури. Він оточений по колу трьома горами, що уособлюють «гірську трійцю Козуке» — Акаґі, Харуна та Мьоґі. Цей префектурний символ був затверджений 1926 року префектурною ухвалою. Інколи емблема префектури називається «префектурним гербом».
- Знак-символ префектури

Окремий знак-символ префектури Айті відсутній. Зазвичай, емблема використовується як знак-символ префектури.
- Прапор префектури

Положення про прапор префектури Ґумма були затверджені 1968 року. Згідно з ними, співвідношення сторін прапора дорівнює 2 до 3. У центрі розміщується емблема, яка дорівнює 3/5 висоти полотнища. Колір прапора — фіолетовий, а емблеми — білий. Перший символізує елегантність та збереження традицій, а другий — спокій та мир. Емблема уособлює «гірську трійцю Кодзуке», зображену у вигляді трьох півмісяців, символів розвитку префектури. В центрі емблеми розміщено стилізований ієрогліф 群 (ґун, табун), знак згуртованості мешканців Ґумми.
- Дерево префектури

Сосна Тунберга (Pinus thunbergii) — хвойне дерево, яке в Японії називають «чорною сосною». Зазвичай вона досягає 30 м у висоту і росте в префектурах, що мають вихід до моря. Хоча Ґумма є цілковито гірською префектурою, ці дерева також ростуть і на її території, в районі гори Акаґі. З 1966 року «чорна сосна» була затверджена деревом цієї префектури.
- Квітка префектури

Квітка-символ префектури Ґумма — рододендрон м'який (Rhododendron molle subsp. japonicum), невеликий кущ підряду азалій, що занесений до пам'яток природи префектури. Він росте в горах Акаґі та Харуна, лузі Асама та пасовищі Хотака. Рододендрон розпускає гарні помаранчеві квіти у середині травня — червня. 1951 року, за пропозицією Всеяпонського туристичного союзу, вид був затверджений квіткою префектури.
- Птах префектури

Птахом-символом Ґумми є мідний фазан (Syrmaticus soemmerringii), японський ендемік. Він зустрічається в горах на території усього Японського архіпелагу. Характерною рисою самців фазана є дуже довгий хвіст. Цього птаха було обрано символом префектури у 1963 році.
- Морський символ префектури

Риба аю (Plecoglossus altivelis) — ще один символ Ґумми. Ця тварина водиться тільки у чистих річках. Вона має оливкову спину і сріблясте черево. Аю харчується водоростями, що ростуть під камінням річкового дня. Її особливо багато в Ґуммі, що свідчить про гарну екологію префектури.